# Sindromul Villaret
Sindromul Villaret (sindromul spațiului retroparotidian, sindromul parotidian posterior) combină o paralizie ipsilaterală și simultană a ultimilor patru perechi de nervi cranieni (IX, X, XI, XII) și sindromul Claude Bernard-Horner (cauzat de paralizia nervilor simpatici cervicali). Uneori este implicat și nervul cranian VII (nervul facial). Paralizie este cauzată de o leziune a spațiului retroparotidian posterior (tumori, infecții, traumatisme cervicale  etc.).
Spațiul retroparotidian posterior (spațiul subparotidian posterior sau loja retrostiliană) este un spațiu îngust situat în spatele și sub loja parotidiană. El este delimitat posterior de către mușchii prevertebrali, anterior de către diafragma stiliană (mușchii stiloglos și stilofaringian), lateral de către apofiza mastoidă și mușchii sternocleidomastoidieni și digastrici, medial de către faringe, superior de către o porțiune a bazei craniului care prezintă fosa jugulară, canalul carotidian și gaura ruptă posterioară. Acest spațiu este traversat de artera carotidă internă, vena jugulară internă, ganglionul cervical superior al simpaticului cervical și ultimii patru nervi cranieni: IX (nervul glosofaringian), X (nervul vag), XI (nervul accesoriu), XII (nervul hipoglos).
Clinic sindromul Villaret se caracterizează prin disfonie (paralizia corzilor vocale) și anestezia laringelui, disfagie (dificultate la înghițire alimentelor solide cauzată de paralizia mușchiului constrictor superior al faringelui), paralizia palatului moale și a vestibulului faringian cu anestezia acestor părți și a faringelui, pierderea gustului în treimea posterioară a limbii și deviația limbii spre partea afectată, slăbiciunea mușchilor sternocleidomastoidian și trapez (cauzată de paralizia lor), sindromul Claude Bernard-Horner: enoftalmie, ptoză palpebrală și mioză.
Sindromul a fost descris pentru prima data în 1917 de Maurice Villaret (1877-1946), un neurolog francez.